# Giovanni d'Arborea (1320-1376)
Giovanni d'Arborea o De Serra Bas (Oristano, 1320 – Oristano, 1376) è stato un nobile, signore di  Bosa e Monteacuto nonché proprietario dei centri abitati di Bibisse, Onifai, Galtellì, Lula, Majore, Telti, Cares, Verre, Putzulu, Talaniana, Ozieri, Arzachena e Olbia.

## Biografia
Figlio cadetto di Ugone II, giudice di Arborea e di una certa Benedetta, nacque ad Oristano nel 1320.
Crebbe in Catalogna, presso la corte barcellonese di re Alfonso IV di Aragona, alleato di suo padre. La sua prima menzione nelle fonti catalano-aragonesi è del 1331.                                                                                                                   
Lì sposò Sibilla de Montcada, figlia di Ottone III settimo signore di Aitona e nipote della regina vedova Elisenda. 
Nel 1338 fu nominato dal re d'Aragona Pietro IV signore di Bosa e Monteacuto, territori già infeudati a Giovanni da suo padre Ugone e suo fratello Pietro III.  
Il 27 settembre di quell'anno acquistò dall'oristanese Leonardo Dessì, evidentemente un ricco possidente, al prezzo di 48000 soldi i paesi galluresi di Bibisse, Onnifai, Galtellì e Lula. Stabilitosi a Sassari (mentre la moglie risiedeva preferibilmente ad Ozieri)  si era dato al commercio di cereali, ottenendo dal re d'Aragona speciali permessi d'esportazione che poi cedette a suo fratello Pietro. Se ne possiede la prova grazie ad una lettera, datata 16 gennaio 1343, in cui Giovanni consiglia a suo fratello Mariano l'acquisto del castello di Ardara messo in vendita da un membro della famiglia Doria. Proprio nel 1343 aveva acquistato da Raimondo de Senesterra, per il prezzo di 44000 soldi, i paesi di Majore, Telti, Cares, Verre, Putzulu e Talaniana. Con l'acquisizione delle cittadine di Arzachena e Olbia, avvenuta rispettivamente il 10 agosto 1346 ed  18 luglio 1349, Giovanni si poteva ritenere padrone di tutta la Gallura superiore, e grazie alle sue due signorie di Bosa e del Monteacuto, il più ricco e potente feudatario del Regnum Sardiniae et Corsicae, ad esclusione di suo fratello giudice d'Arborea, il cui rapporto di vassallaggio con il re d'Aragona era soggetto a regolamentazioni particolari.
Gli aspri contrasti con il fratello Mariano gli valsero la prigionia e la morte. Nel 1349 infatti il fratello lo fece catturare, tenendolo in prigione sino al suo decesso, avvenuto nel 1376. I possedimenti furono requisiti dal fratello, ed invano la moglie di Giovanni, Sibilla, sfuggita grazie ad uno stratagemma, reclamò i possedimenti del marito.

## Matrimonio e discendenza
Tra il 1336 ed il 1337 sposò a Barcellona Sibilla de Montcada, nipote della regina vedova d'Aragona Elisenda. Da lei ebbe diversi figli:
- Pietro, nato intorno al 1338 e deceduto in prigione con suo padre nel 1376;[2]
- Benedetta, nata nel 1340 e sposata a Giovanna Carroz;[2]
- Eleonora, nata nel 1342 e da non confondersi con la ben più celebre cugina;[2]
- Margherita, nata tra il 1346 ed il 1348.[2]

## Ascendenza
|                     |  |                   | Genitori |  |  | Nonni                  |  |  | Bisnonni            |  |
|                     |  |                   |          |  |  | Mariano III di Arborea |  |  | Giovanni di Arborea |  |
|                     |  |                   |          |  |  | Mariano III di Arborea |  |  | Giovanni di Arborea |  |
|                     |  | Vera Cappai       |          |  |  | Mariano III di Arborea |  |  |                     |  |
| Ugone II di Arborea |  |                   |          |  |  | Mariano III di Arborea |  |  |                     |  |
|                     |  | Padulesa de Serra | …        |  |  |                        |  |  |                     |  |
|                     |  | Padulesa de Serra | …        |  |  |                        |  |  |                     |  |
|                     |  | Padulesa de Serra | …        |  |  |                        |  |  |                     |  |
| Giovanni di Arborea |  | Padulesa de Serra |          |  |  |                        |  |  |                     |  |
|                     |  | …                 |          |  |  |                        |  |  |                     |  |
|                     |  |                   |          |  |  |                        |  |  |                     |  |
|                     |  | …                 |          |  |  |                        |  |  |                     |  |
| Benedetta           |  |                   |          |  |  |                        |  |  |                     |  |
|                     |  |                   | …        |  |  |                        |  |  |                     |  |
|                     |  |                   |          |  |  |                        |  |  |                     |  |
|                     |  | …                 |          |  |  |                        |  |  |                     |  |
|                     |  |                   |          |  |  |                        |  |  |                     |  |